# Aquí y ahora (álbum de Zen)
Aquí y ahora es el cuarto álbum de estudio de la banda de rock peruano Zen. El disco producido en Chile por la disquera Plaza Independiente.
Este álbum contiene algunos temas de sus anteriores discos pero con una nueva versión de sonido, es decir que es reemasterizado; según Jhovan, dice: “Es un muy buen álbum ya que los anteriores eran muy artesanales y en este hay mucha más tecnología en el producto”; el álbum incluye los temas Niña (compuesto por Marambio), Cristal, A tu lado y «Vacío» (cuyo nombre original es “Este vacío”), que es un tema extraído de la carrera como solista de Jhovan, el cual tiene un estilo más hardcore y roquero de lo usual.

## Lista de canciones
1. Vacío
2. Niña
3. Cristal
4. A tu lado
5. Sol
6. Aún me tienes
7. Seguiré
8. Desaparecer
9. Quédate
10. Miénteme
11. Tu lugar
12. Día griz
13. Sálvame
14. Mi perdición

## Integrantes
- Jhovan Tomasevich - voz y guitarra
- Alec Marambio - primera guitarra
- Noel Marambio - bajo
- Hans Menacho - batería